# Bourdons-sur-Rognon
Bourdons-sur-Rognon ist eine französische Gemeinde mit 293 Einwohnern (Stand: 1. Januar 2022) im Département Haute-Marne in der Region Grand Est. Sie gehört zum Arrondissement Chaumont und zum Kanton Bologne.

## Geographie
Bourdons-sur-Rognon liegt am Rognon, etwa 16 Kilometer ostnordöstlich von Chaumont. Umgeben wird Bourdons-sur-Rognon von den Nachbargemeinden Andelot-Blancheville im Nordwesten und Westen, Ecot-la-Combe im Nordosten, Consigny im Osten, Forcey im Osten und Südosten, Esnouveaux im Süden, Biesles und Ageville (Berührungspunkt) im Südwesten, Mareilles im Westen sowie Cirey-lès-Mareilles im Westen und Nordwesten.

## Bevölkerungsentwicklung
| Jahr                       | 1962 | 1968 | 1975 | 1982 | 1990 | 1999 | 2006 | 2019 |
| Einwohner                  | 419  | 413  | 365  | 338  | 306  | 294  | 295  | 291  |
| Quellen: Cassini und INSEE |      |      |      |      |      |      |      |      |

## Sehenswürdigkeiten
- Zisterzienserkloster La Crête, 1121 gegründet, 1791 aufgelöst, Monument historique seit 1988/1991

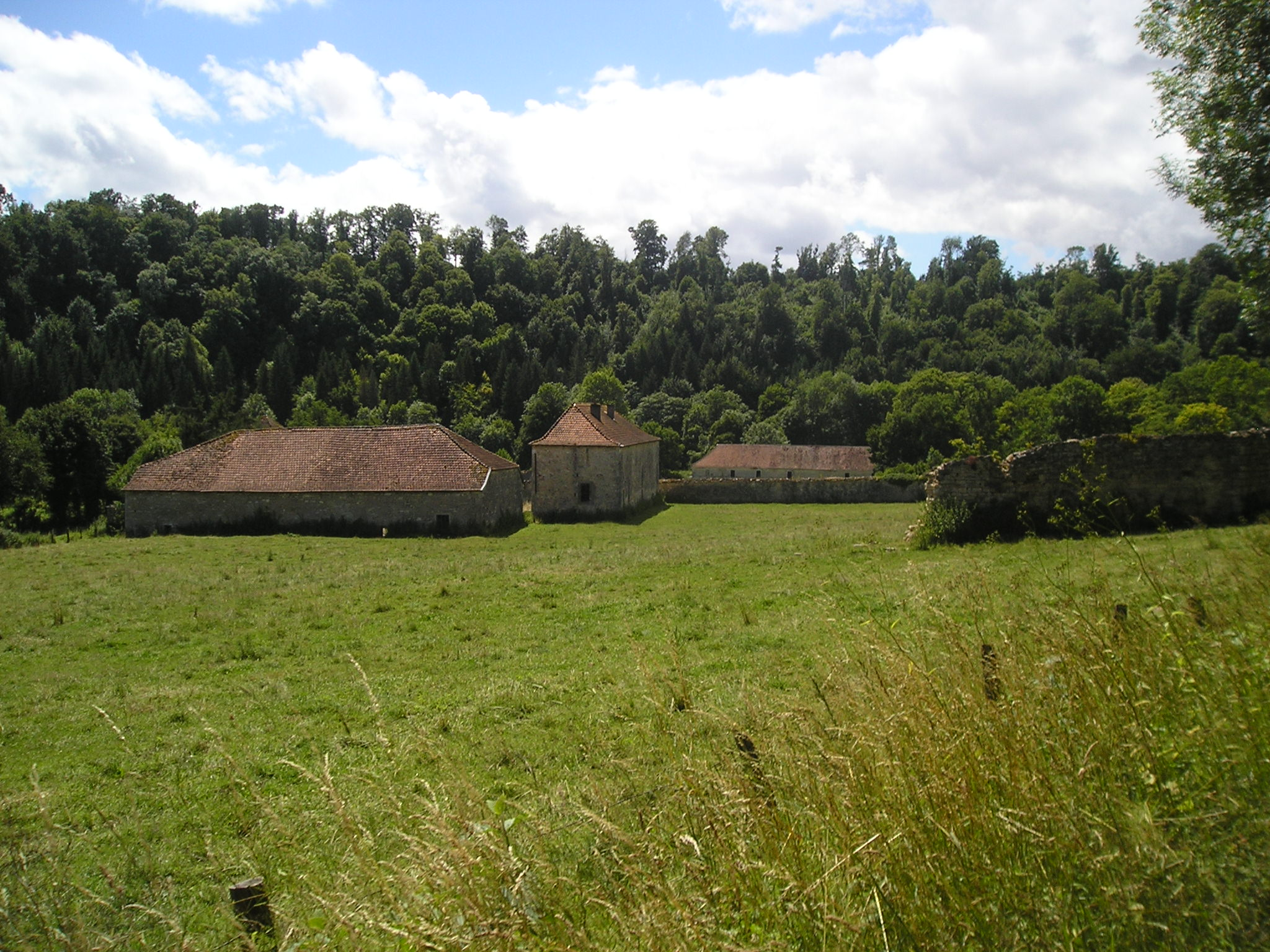
Kloster La Crête